# Feedermate-Typ
Die Autotransporter des Feedermate-Typs wurden von 1998 bis 2000 in einer Serie von vier Einheiten auf der Detlef Hegemann Rolandwerft in Berne gebaut.

## Geschichte
Alle vier Schiffe des Typ entstanden im Auftrag von Egon H. Harms. Die Schiffe wurde 1998 bis 2000 an Harms’ Reedereien abgeliefert. Später wurden die Schiffe in die Reederei KESS, ein Joint Venture zwischen Harms und der japanischen Reederei “K” Line, eingegliedert. Ende 2022 veräußerte KESS die beiden älteren Einheiten Main Highway und Neckar Highway an das südkoreanische Unternehmen Samjoo Maritime, das die beiden Schiffe von Doriko aus Seoul bereedern lässt.

## Einzelheiten

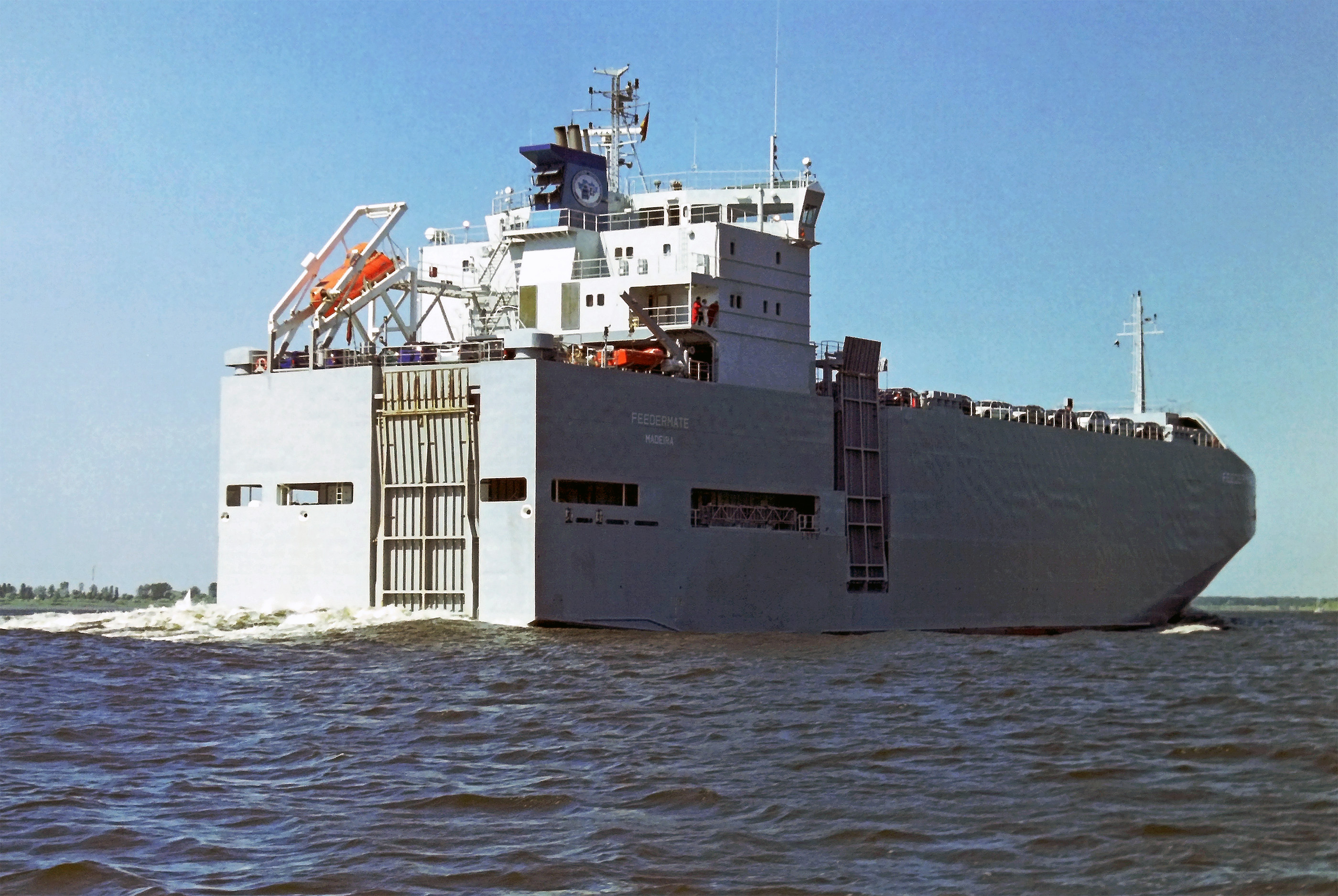
Heckansicht der Feedermate

Die Schiffe mit achtern angeordnetem Deckshaus sind vorwiegend für den europäischen Autotransport zwischen kleineren Häfen ausgelegt, werden aber auch in anderen Regionen eingesetzt. Die Kapazität beträgt rund 850 PKW. Die Schiffe verfügen über eine hohe Eisklasse. Zum Ladungsumschlag sind die Einheiten mit zwei an der Steuerbordseite und achtern angebrachten, elektrohydraulischen RoRo-Rampen mit jeweils 5 Tonnen Kapazität ausgestattet.
Der Antrieb der Schiffe besteht aus zwei Viertakt-Dieselmotoren des Typs MaK 8M25 und ermöglicht eine Geschwindigkeit von etwa 15,5 Knoten. Die Verstellpropeller wirken auf zwei Becker-Ruder. Die An- und Ablegemanöver werden durch ein Bugstrahlruder unterstützt.

## Die Schiffe
| Bauname                               | Bau- nummer | IMO- Nummer | Kiellegung Stapellauf Ablieferung        | Umbenennungen und Verbleib                                         |
| ------------------------------------- | ----------- | ----------- | ---------------------------------------- | ------------------------------------------------------------------ |
| Feedermate                            | 184         | 9179983     | 30. Jan. 1998 21. Aug. 1998 4. Nov. 1998 | 2001 Main Highway, 2022 Won Shin, 2024 Erk Izmir, so 2024 in Fahrt |
| Feederpilot                           | 185         | 9179995     | 10. Feb. 1998 8. Jan. 1999 26. März 1999 | 2005 Neckar Highway, 2022 Chang Shin, so 2023 in Fahrt             |
| Feederbaltic                          | 186         | 9195133     | 4. Juni 1998 24. Juni 1999 24. Okt. 1999 | 2004 Ems Highway, so 2023 in Fahrt                                 |
| Feederscandic                         | 187         | 9195145     | 4. Juni 1998 17. Dez. 1999 24. März 2000 | 2004 Isar Highway, so 2023 in Fahrt                                |
| Daten: Equasis und Miramar Ship Index |             |             |                                          |                                                                    |